# Franziska Stünkel

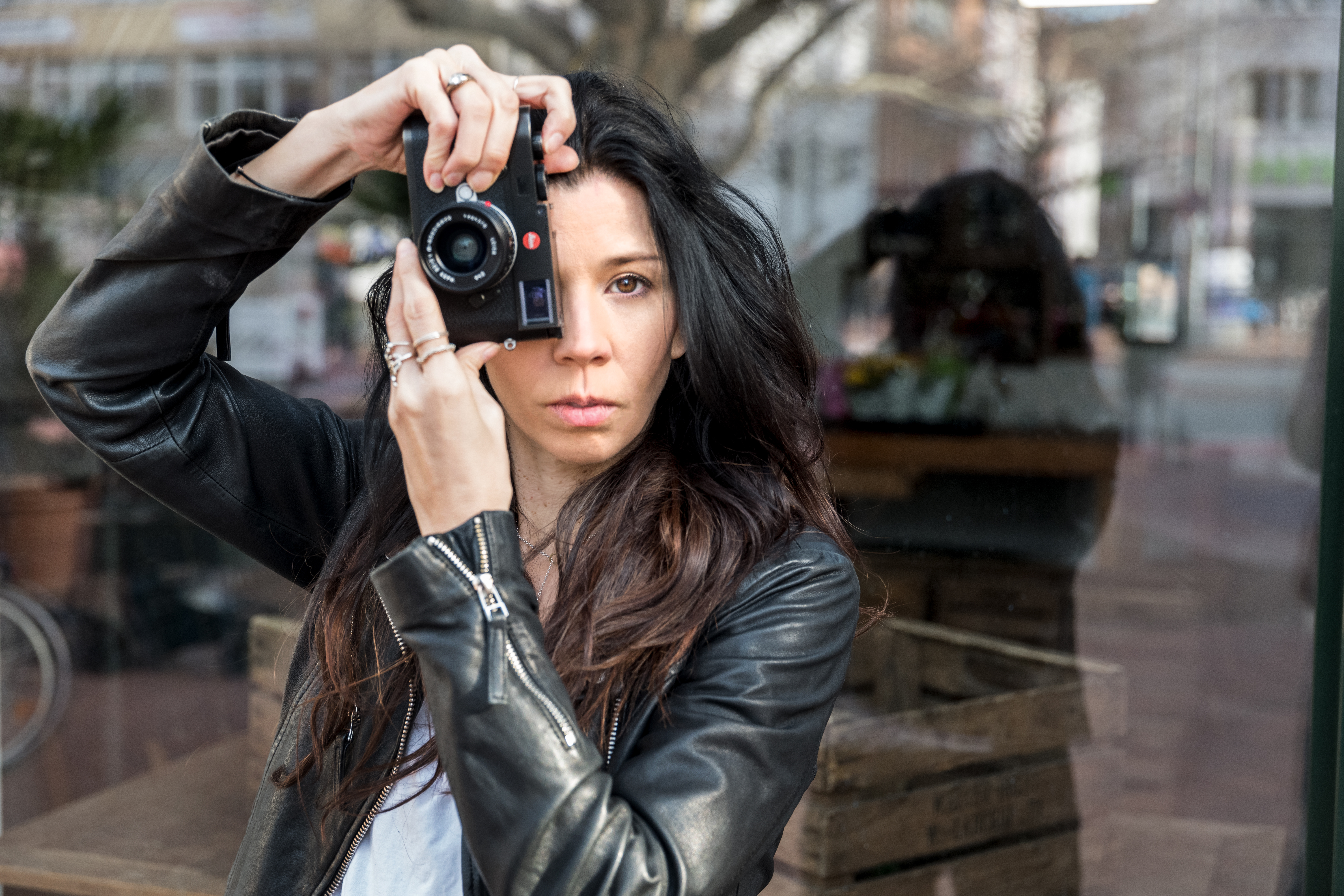
Franziska Stünkel (2020)

Franziska Stünkel (* 1973 in Göttingen) ist eine deutsche Filmregisseurin, Drehbuchautorin und Fotokünstlerin.

## Ausbildung
Franziska Stünkel absolvierte ihr Studium zur Filmregisseurin, Drehbuchautorin und Fotokünstlerin an der Hochschule für Bildende Kunst in Kassel und an der Fachhochschule Hannover im Fachbereich Bildende Kunst. Im Anschluss an ihr Diplom wurde sie zur Meisterschülerin von Uwe Schrader ernannt. Während ihres Studiums erhielt sie mehrere Stipendien, unter anderem das vgf-Filmproduktions-Stipendium. Das Land Niedersachsen zeichnete sie mit dem Förderstipendium Film aus. Es folgte das einjährige Talents 2003 – Arbeitsstipendium der nordmedia unter der Leitung des dänischen Drehbuchautors Mogens Rukov (Das Fest). Im Berlinale Talent Campus wurde sie von weiteren internationalen Dozenten unterrichtet.

## Filmregie
Als Regisseurin, Drehbuchautorin und Produzentin drehte sie während ihres Studiums drei Kurzspielfilme, die in Wettbewerbsprogrammen internationaler Filmfestivals zu sehen waren. Im Rahmen der Next Generation 2001 wurde ihr Kurzspielfilm Wünsch Dir Was während der internationalen Filmfestspiele in Cannes vorgestellt.
Vineta (2006), die Verfilmung des Theaterstücks Republik Vineta von Moritz Rinke, war der erste abendfüllende Kinospielfilm von Stünkel (Regie, Drehbuch, Koproduktion). Die Hauptrolle spielte Peter Lohmeyer. In weiteren Rollen sind Susanne Wolff, Ulrich Matthes, Justus von Dohnány und Matthias Brandt zu sehen. Bela B spielte für den Film zusammen mit Wir sind Helden deren Song Bist du nicht müde neu ein. Der Film feierte auf dem Filmfest München seine nationale Premiere und auf dem Internationalen Filmfestival Shanghai seine internationale Premiere. Vineta startete 2008 in den deutschen Kinos.
Stünkel war Regisseurin und Showrunnerin des 18-stündigen Dokumentarfilms Der Tag der Norddeutschen (2012). Der Film zeigt das Leben von 121 Menschen an einem einzigen Tag. Die Dreharbeiten fanden am 11. Mai 2012 statt. Der Film entstand aus über 700 Stunden Filmmaterial mit 400 Teammitgliedern. Es ist die längste und größte Dokumentation in der Geschichte des NDR. Die TV-Erstausstrahlung in NDR/ARD erfolgte am 10. November 2012.

Franziska Stünkel realisierte als Regisseurin und Drehbuchautorin ihren zweiten Kinospielfilm Nahschuss (2021) mit Lars Eidinger, Luise Heyer und Devid Striesow in den Hauptrollen. In weiteren Rollen sind Moritz Jahn, Peter Benedict, Paula Kalenberg, Christian Redl, Kai Wiesinger, Florian Anderer und Peter Lohmeyer zu sehen. Der Film zeichnet die Lebensgeschichte des DDR-Bürgers Werner Teske nach, der durch das letzte vollstreckte Todesurteil in der DDR getötet wurde. Gedreht wurde im November und Dezember 2019. Die nationale Premiere von Nahschuss fand auf dem Filmfest München statt. Die internationale Premiere feierte der Film auf dem Chicago International Filmfestival. Nahschuss startete im August 2021 in den deutschen Kinos. Es folgten internationale Kinostarts, u. a. in Spanien, Dänemark, Belgien, den Niederlanden und Schweden.
"Herzzerreißend. Zeitmaschine zurück zur Überwachungstyrannei der DDR." (DN Dagens Nyheter, Schweden, Original: "Hjärtskärande. Tidsmaskin tillbaka till DDR:s övervakningstyranni.")
1998 gründete Stünkel die Firma Cita Film. Stünkel koproduzierte mit Cita Film unter anderem ihren Kinospielfilm Vineta.

## Fotokunst
Franziska Stünkel ist außerdem Fotokünstlerin. Seit Jahren arbeitet sie weltweit an ihrer fortlaufenden fotografischen Serie Coexist. Ihre Fotowerke sind in internationalen Museen und Kunstinstitutionen, unter anderem im Sprengel Museum Hannover, im Ernst Leitz Museum in Wetzlar, im Lütze Museum in Sindelfingen und in der Kunsthalle Trier. Zudem präsentierten diverse Galerien die Fotokunst von Franziska Stünkel, unter anderem die Galerie Jarmuschek + Partner in Berlin, die Galerie Robert Drees in Hannover und die Leica Galerie in London. Stünkels Werke sind in privaten und öffentlichen Sammlungen vertreten, u. a. der Sammlung des Sprengel Museum Hannover. Die Fotografien entstanden bisher in Asien, Europa, Afrika, Amerika und Australien.
"Franziska Stünkel macht den Weg frei für Fragen eben nicht nur nach der Koexistenz von verzaubernden Bildern, sondern zugleich von Gesellschaftsformen, Glaubensrichtungen, Lebensentwürfen." (FAZ, 27. Februar 2020)
Im Jahr 2020 veröffentlichte der Kehrer Verlag den Bildband Coexist, der in 110 Abbildungen die fotografische Serie von Franziska Stünkel zeigt. Sie hat für das Autoren aus verschiedenen wissenschaftlichen Bereichen eingeladen, über das Thema Koexistenz zu schreiben. Es schrieben u. a. Jannis Androutsopoulos, Borwin Bandelow, Bela B Felsenheimer, Karen Guggenheim, Karin Rehn-Kaufmann, Mark Stephen Meadows, Florian Langenscheidt, Moritz Rinke, Bernhard Schlink.
Im Jahr 2016 erschien der Bildband Dialog der Geschichten mit Fotografien von Franziska Stünkel und Kai Wiesinger.
Franziska Stünkel ist Mitglied im Bundesverband Regie und bei Pro Quote Film. Seit Herbst 2022 ist sie Mitglied der Deutschen Filmakademie. Im Jahr 2023 wurde Franziska Stünkel in die Deutsche Gesellschaft für Photographie DGPh berufen.

## Ehrenamtliches Engagement
Franziska Stünkel ist Botschafterin von Niedersachsen packt an – dem Bündnis für die Integration geflüchteter Menschen. Für die Berliner Hilfsorganisation für Geflüchtete Be an Angel e.V. hat Franziska Stünkel 2022 als Kuratorin eine Benefiz-Ausstellung für 42 ukrainische Künstler im Rahmen des Gallery Weekend Berlin ausgerichtet.
Franziska Stünkel ist seit 2008 Mitglied des Kuratoriums der Hannah-Arendt-Tage. Seit 2014 hat sie einen Sitz im Kuratorium der TUI Stiftung. Von 2014 bis 2018 war sie Kuratoriumsmitglied der Kunstkommission der Landesvertretung Niedersachsen beim Bund in Berlin. Sie saß von 2015 bis 2018 im Beirat des Kunstverein Hannover.
Seit 2008 ist sie Kuratorin des Spreewälder Literatur Stipendiums und Vorsitzende der Jury, zu deren Mitgliedern u. a. Bernhard Schlink, Hanns-Josef Ortheil, Martin Hoffmann und Nina Bohlmann zählen. Sie ist die Ideengeberin des Spreewälder Literatur Stipendiums.
Seit 2004 ist sie Jurymitglied des Vergabegremiums des Cast & Cut Filmstipendiums der Nordmedia. Im Jahr 2010 ist Stünkel Jurymitglied der Nordischen Filmtage und im Jahr 2009 des Juliane Barteil Medienpreises. Im Jahr 2022 war sie Jurymitglied des Filmfest München und des Braunschweig International Filmfestival.
Franziska Stünkel engagiert sich als Botschafterin des Norddeutschen Knochenmarkspenderegister NKR und als Botschafterin der Aktion Dabei sein der Niedersächsischen Landesstiftung Familie in Not.

## Ehrungen und Auszeichnungen
Für ihr Drehbuch zu Nahschuss wurde Stünkel der Förderpreis Neues Deutsches Kino zuerkannt. Außerdem wurde sie als Regisseurin von Nahschuss mit dem One Future Preis auf dem Internationalen Filmfest München 2021 ausgezeichnet.
Auf dem polnischen Int. NNW Filmfestival 2023 gewann Franziska Stünkel den Internationalen Wettbewerb. Als Regisseurin von Nahschuss erhielt sie den mit 50.000 polnischen Złoty von der polnischen Filmförderung (Polish Filminstitute) gestifteten Award.
Franziska Stünkel erhielt für Vineta auf dem Hamburger Filmfest den Otto-Sprenger-Preis für den besten Debütfilm. Sie wurde für das Drehbuch von Vineta zum Förderpreis Deutscher Film nominiert und auf dem Prix Europe für den Prix Genève Europe – Bestes Europäisches Drehbuch nominiert. Vineta wurde mit dem Remi Silver Award beim Internationalen Filmfestival Houston ausgezeichnet.
Für ihren Kurzspielfilm BonBon wurde sie mit dem Best New Director Award des Brooklyn Filmfestivals New York ausgezeichnet. Im Jahr 2023 wurde sie für den Prix Pictet Award und den Louis Roederer Foundation Photography Prize nominiert.
Ihre Filme Nahschuss und Wünsch Dir Was erhielten das Prädikat Besonders Wertvoll der Deutsche Film- und Medienbewertung (FBW). Ihre Kino-Kurzspielfilme It's a small world und BonBon erhielten das Prädikat Wertvoll.
Für ihre Fotografien wurde Franziska Stünkel mit dem Audi-Art-Award und dem Berlin Hyp Kunstpreis ausgezeichnet.
2014 wurde Stünkel, die sich unter anderem für eine Frauenquote einsetzt, im Hannover Congress Centrum mit dem Wirtschaftspreis Frauen machen Standort ausgezeichnet.

## Filmographie: Drehbuch / Regie
- 1999: Bonbon (Kurzspielfilm)
- 2001: Wünsch Dir was (Kurzspielfilm)
- 2002: It's a Small World (Kurzspielfilm)
- 2002: Fury in the Slaughterhouse, Monochrome (Konzertfilm und Dokumentarfilm) (DVD)[44]
- 2006: Vineta (Spielfilm) (Kino)[45]
- 2010: Rheingold – der Film (Dozentin eines Projektes mit 60 benachteiligten Jugendlichen in Zusammenarbeit mit dem Musikzentrum Hannover und der Staatsoper Hannover)[46][47]
- 2012: Der Tag der Norddeutschen (18-stündiger Dokumentarfilm) (TV)[48]
- Musikclips für Selig, Fury in the Slaughterhouse, Heinz Rudolf Kunze, Jan Plewka u. a.
- 2021: Nahschuss (Spielfilm) (Kino)

## Ausstellungen (Auswahl)
- 2024: Coexist, Leica Galerie, Stuttgart, Deutschland[49]
- 2023: Coexist, Galerie Jarmuschek + Partner, Berlin, Deutschland[50]
- 2023: Coexist, Galerie Robert Drees, Hannover, Deutschland[51]
- 2023: Art Miami with Galerie Jarmuschek + Partner, Berlin, Deutschland[52]
- 2022: Coexist, Leica Gallery, London[53]
- 2022: Coexist, Berlin Photo Week, Berlin[54]
- 2022: Coexist, Leica Galerie, Düsseldorf[55]
- 2021: Elementarteile, Sprengel Museum, Hannover[56]
- 2021: Coexist, Museum Audioversum, Innsbruck, Österreich
- 2020: Coexist, Leica Galerie, Wetzlar[57]
- 2020: Coexist, Barlach Halle K, Hamburg[58]
- 2020: Coexist, Galerie Jarmuschek + Partner, Berlin[59]
- 2019: Coexist, Leica Galerie Salzburg[60]
- 2019: Coexist, Galerie Art 7, Köln[61]
- 2018: Coexist, MIA Mailand[62]
- 2017: Coexist, Galerie Robert Drees, Hannover[63]
- 2016: Coexist, Neuer Worpsweder Kunstverein[64]
- 2016: Coexist, Kunstforum der Berlin Hyp, Preisträgerin des Berlin Hyp Kunstpreises, Berlin
- 2016: Coexist, sommer.frische.kunst, Österreich[65]
- 2015: Coexist, Museum Heylshof[66]
- 2015: Coexist, Museum Andreasstift
- 2015: Coexist, Vertretung des Landes Niedersachsen beim Bund, Berlin
- 2014: Coexist, Lütze Museum[67]
- 2014: Coexist, Galerie Jenny Falckenberg, Hamburg
- 2014: Coexist, Galerie Bege Fischerplatz, Ulm[68]
- 2013: More than Seven Billion Stories, Städtische Galerie Hilden
- 2010: Seven Billion Stories, Galerie Falckenberg & Littmann, Hamburg
- 2010: Seven Billion Stories, Galerie Geuer & Breckner, Düsseldorf[69]

## Bücher / Bildbände
- Coexist. Fotografien von Franziska Stünkel (110 Abbildungen), mit Texten von Karin Rehn-Kaufmann, Jannis Androutsopoulos, Borwin Bandelow, Türker Baş, Bela B Felsenheimer, Karen Guggenheim, Mark Stephen Meadows, Florian Langenscheidt, Piotr Młodozeniec, Iris Phan, Moritz Rinke, Anno Saul, Bernhard Schlink, Georg Toepfer, Stephen Vasconcellos; Kehrer Verlag, Heidelberg/Berlin 2020, ISBN 978-3-86828-918-3.
- Dialog der Geschichten. Fotografien von Franziska Stünkel und Kai Wiesinger. Edition Jenny Falckenberg-Blunck, Gudberg-Verlag, Hamburg 2012, ISBN 978-3-943061-11-6